# إياد أبو الشامات
إياد أبو الشامات، ممثل سوري من مواليد (13 مارس 1974) في دمشق. وهو خريج المعهد العالي للفنون المسرحية عام 1996.

## أعماله

### في المسرح
- خارج السرب
- كونشيرتو
- نور العيون
- سيفا لدولة

### في التلفزيون
- الثريا
- الكواسر
- سفر البحث عن صلاح الدين
- اشواك ناعمه
- الزير سالم
- هوى بحري
- النصية
- النصابون
- القدر المحتوم
- كوابيس منتصف الليل
- فارس بني مروان
- الخيط الأبيض
- التغريبة الفلسطينية
- ملوك الطوائف
- وشاء الهوى
- مشاريع صغيرة
- الفصول الأربعة
- انتقام الوردة
- أبو زيد الهلالي
- على قيد الحياة
- بهلول أعقل المجانين ج2
- زهرة النرجس
- زمن العار
- الحور العين
- أبو شلاخ البرمائي
- فجر آخر
- زمن الخوف
- خالد بن الوليد ج2
- تحت المداس
- هيك تجوزنا
- كشف الاقنعة
- أشواك ناعمة
- الاجتياح
- عمر الخيام
- الظاهر بيبرس
- صدق وعده
- الولادة من الخاصرة 1و2
- اسعد الوراق
- تخت شرقي
- ساعات الجمر
- أبو خليل القباني
- الحصرم الشامي
- أولاد القيمرية
- الدبور ج1
- عصي الدمع
- صدى الروح
- قيود الروح
- رجال العز
- عمر بن الخطاب
- بنات العيلة
- تحت سماء الوطن
- غدا نلتقي
- صراع الزمن (جلنار)
- أوركيديا
- دقيقة صمت

### في السينما
- تراب الغرباء
- علاقات عامة
- التجلي الأخير لغيلان الدمشقي
- حراس الصمت
- روداج

### في الدوبلاج
- أفاتار
- عهد الأصدقاء
- سكوبي دو - جوي

والعديد من الأعمال التركية..

### في الاخراج
- حرية
- احتمالات رشيد

والعديد من الأفلام القصيرة..

### في التأليف
- غدا نلتقي
- أهل الغرام - الموسم الثالث
- تانغو
- عهد الدم

## روابط خارجية
- إياد أبو الشامات على موقع قاعدة بيانات الأفلام العربية